# Dmytro Jaroš

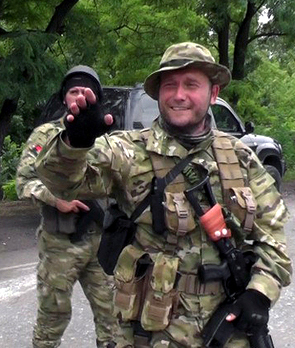
Dmytro Jaroš

Dmytro Anatoliovyč Jaroš (ukrajinsky: Дмитро Анатолійович Ярош, * 30. září 1971) je ukrajinský aktivista, politik, nacionalista a vojenský velitel, který je hlavním velitelem Ukrajinské dobrovolnické armády. Od roku 2013 do roku 2015 vedl nacionalistickou organizaci Pravý sektor a dříve také Ukrajinský dobrovolnický sbor Pravého sektoru. Koncem roku 2015 vystoupil z Pravého sektoru. Od roku 2014 do roku 2019 působil jako lidový poslanec Ukrajiny. V únoru 2016 založil novou organizaci nazvanou Jarošova vládní iniciativa (ukrajinsky: ДІЯ).
V ukrajinských prezidentských volbách v roce 2014 získal Jaroš 127 772 hlasů (0,7 % z celkového počtu). Byl zvolen do Nejvyšší rady ve volbách do ukrajinského parlamentu v roce 2014 z jednomandátového obvodu v Dněpropetrovské oblasti, kde získal 29,76 % hlasů. Ve volbách do ukrajinského parlamentu v roce 2019 svůj mandát ztratil.

## Politická činnost
Do listopadu 2015 byl Jaroš předsedou nacionalistického politického sdružení Pravý sektor, který hrál důležitou roli při ukrajinské revoluci v roce 2014. V parlamentních volbách 26. října 2014 byl zvolen v jednomandátovém obvodě v Dněpropetrovské oblasti se ziskem 29,76 % hlasu. 
Aktivně se účastnil bojů proti proruským separatistům na východní Ukrajině. Během druhé bitvy o Doněcké letiště byl 21. ledna 2015 zraněn výbuchem rakety Grad v nedaleké vesnici Pisky. 
Z funkce vůdce Pravého sektoru odstoupil 11. listopadu 2015. Koncem prosince 2015 Jaroš oznámil, že formuje novou politickou stranu a založil nový dobrovolnický prapor známý jako Ukrajinská dobrovolnická armáda (UDA).
Jarošova vládní iniciativa
V únoru 2016 Jaroš založil novou organizaci nazvanou Jarošova vládní iniciativa (DIYA). Jarošův odchod vedl k tomu, že s ním odešlo nejméně 20% členů Pravého sektoru.
Ve volbách 2019 se DIYA spojila s politickými stranami Svoboda, Pravý sektor a Národní sbor, ale nezískala dostatek hlasů pro překonání 5% volebního limitu.
Poradce vrchního velitele
1. listopadu 2021 uvedl na sociálních sítích, že byl jmenován poradcem vrchního velitele Ozbrojených sil Ukrajiny Valerije Zalužného. Později však byla funkce veřejných poradců zrušena a Jaroš byl tak ze své funkce propuštěn.

## Vyznamenání
- Řád Bohdana Chmelnického III. třídy – Ukrajina, 21. listopadu 2016 – udělil prezident Petro Porošenko[2]